# مارك فيشر (صحفي)
مارك فيشر (بالإنجليزية: Marc Fisher)‏ هو صحفي أمريكي، ولد في 1958.